# Georg Wilhelm Pabst
Georg Wilhelm Pabst (Raudnitz, 25 de agosto de 1885 - Viena, 29 de maio de 1967) foi um cineasta austríaco.
De origem modesta, filho de um ferroviário, nascido em 1885 em Raudnitz, Boémia, (hoje Roudnice nad Labem, República Tcheca), Pabst sempre foi um espírito inquieto: bem jovem, ele foi para Nova York com o objetivo de tornar-se ator de teatro. Em 1914, voltou atravessando a França, onde foi surpreendido pela eclosão da Primeira Guerra. Foi internado por quatro anos como “cidadão inimigo” num campo de prisioneiros. Libertado, partiu para Berlim, onde se associou, como roteirista, ao veterano cineasta Carl Frölich, que mais tarde aderiria ao nazismo. Pabst tampouco era alheio aos discursos difundidos pelo NSDAP: mesmo em seus primeiros filmes já podemos encontrar sinais de uma aproximação ideológica, como em sua obra de estreia como diretor aos 38 anos de idade.
Com Rua das Lágrimas (1925) – um drama sobre a prostituição, interpretado por Asta Nielsen e Greta Garbo –, iniciou uma série de filmes mudos de conteúdo social, o que contribuiu para o grande prestígio internacional do cinema alemão. Nesse período Pabst dirigiu um de seus filmes mais celebrados: A Caixa de Pandora (Die Büchse der Pandora, 1929), com Louise Brooks  no papel principal. Bertolt Brecht tentou proibir por via judicial A Ópera dos Pobres, uma versão de sua obra A Ópera dos Três Vinténs. Os longas-metragens 4 de Infantaria (1930) e A Tragédia da Mina (1931) foram objeto da ira das autoridades nacional-socialistas, e Pabst foi forçado a emigrar. Quando terminou a guerra, refletiu o nacional-socialismo nos filmes O Processo (1948) e O Último Ato (1955).
O cineasta ainda viveu para obter o reconhecimento oficial de sua obra na Alemanha através do prêmio Filmband in Gold, que ele recebeu em 1963. Georg Pabst morreu em Viena, a 30 de maio de 1967. Em 1997, foi homenageado por ocasião dos 30 anos de sua morte com uma grande retrospectiva na Berlinale. Considerado um “grande artista”, Pabst é reverenciado, sobretudo, pelos filmes que realizou na República de Weimar.

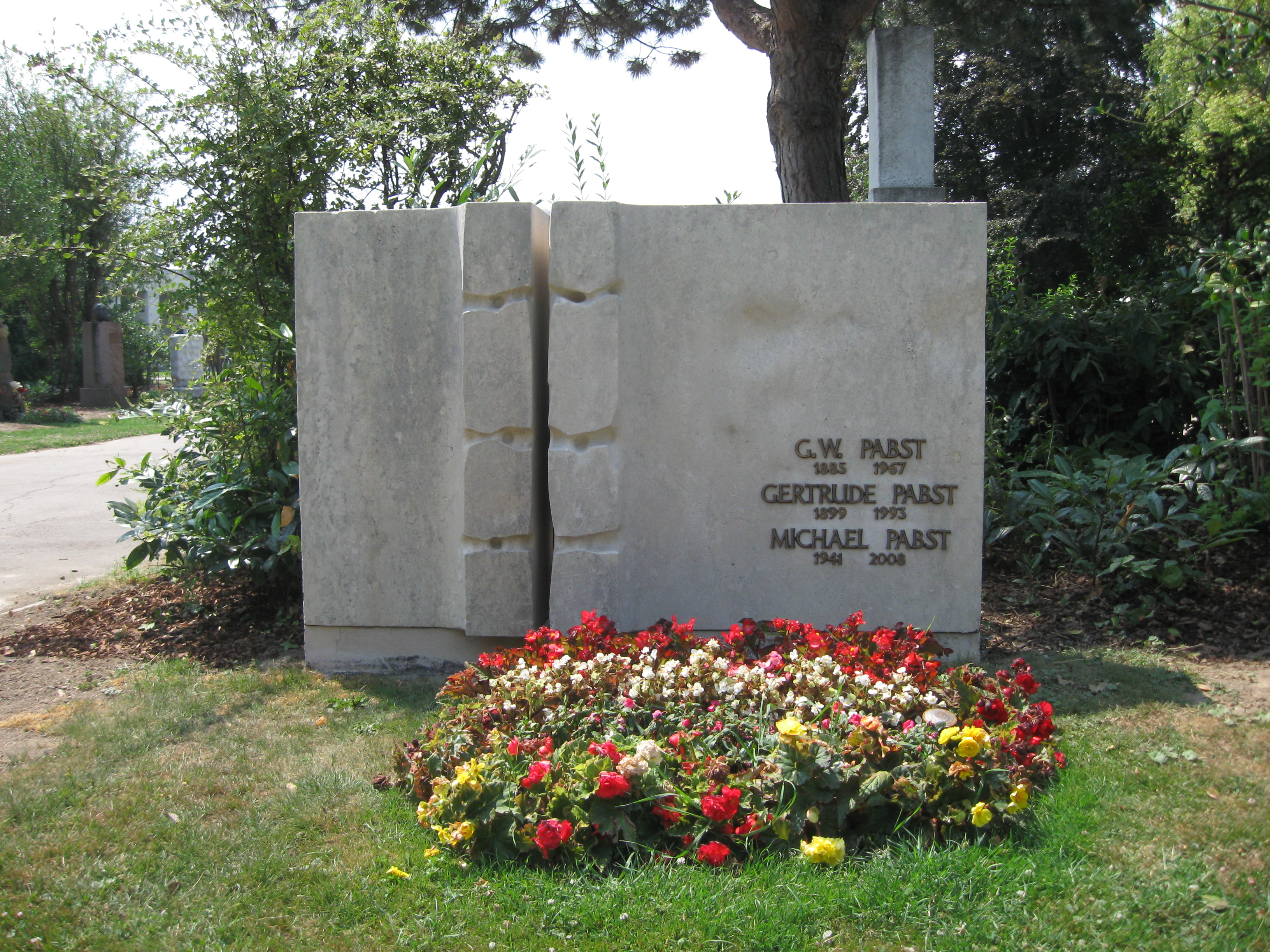
Sepultura de Georg Wilhelm Pabst no Cemitério Central de Viena

## Filmografia
- Durch die Wälder, durch die Auen (1956)
- Rosen für Bettina (1956)
- Es geschah am 20. Juli (1955)
- Der Letzte Akt (1955)
- Das Bekenntnis der Ina Kahr (1954)
- Cose da pazzi (1954)
- La Voce del silenzio (1953)
- Ruf aus dem Äther (1951)
- Geheimnisvolle Tiefe (1949)
- Der Prozeß (1948)
- Der Fall Molander (1945)
- Paracelsus (1943)
- Komödianten (1941)
- Jeunes filles en détresse (1939)
- Le drame de Shanghaï (1938)
- Mademoiselle Docteur (1937)
- A Modern Hero (1934)
- Cette nuit-là (1933)
- Don Quichotte (1933)
- Du haut en bas (1933)
- Die Herrin von Atlantis (1932)
- L'Atlantide (1932)
- The Mistress of Atlantis (1932)
- Kameradschaft (1931)
- L'opéra de quat'sous (1931)
- Die Dreigroschenoper (1931)
- Skandal um Eva (1930)
- Westfront 1918 (1930)
- Die Weiße Hölle vom Piz Palü (1929)
- Tagebuch einer Verlorenen (1929)
- Die Büchse der Pandora (1929)
- Abwege (1928)
- Die Liebe der Jeanne Ney (1927)
- Man spielt nicht mit der Liebe (1926)
- Geheimnisse einer Seele (1926)
- Die Freudlose Gasse (1925)
- Gräfin Donelli (1924)
- Der Schatz (1923)